# Ivan Golovin
Ivan Gavrilovitj Golovín (ryska: Иван Гаврилович Головин), född 1816, död 1892, var en rysk skriftställare.
Golovín studerade i Dorpat, Berlin och Heidelberg, erhöll därefter plats i ryska utrikesministeriet, men lämnade 1843 denna anställning, därför att han ansåg sig tillbakasatt av Nesselrode, och flyttade utomlands. Redan dessförinnan hade Golovín utgivit en reseskildring från Sverige, Pojezdka v'Sjvetsii (1840), och beslöt nu att uteslutande ägna sig åt litterär verksamhet. 
Han väckte genast stort uppseende med det mot ryska regeringen bittert polemiska La Russie sous Nicolas Ier (1845), som berövade honom rätten att återvända till hemlandet. Han författade vidare Types et caractéres russes (1847), Mémoires d'un prétre russe (1849) och Histoire de Pierre le Grand (1851). Åren 1851–1852 redigerade  han Journal de Turin. År 1853 begav han sig till Amerika, varav han lämnade en ogynnsam skildring i Stars and stripes or American impressions (1855). 
Bland Golovíns senare arbeten kan nämnas Histoire d'Alexandre I (1859), La Russie depuis Alexandre le Bien-intentionné (1859), Die Leibeigenschaft in Russland (1860), Réformes russes et polonaises (1861),  La constitution russe et la Pologne (1863), Russland unter Alexander II (1870), Der russische Nihilismus, meine Beziehungen zu Herzen und Bakunin (1880) och Russische Geheimnisse (1882). Därtill kommer på ryska författade skrifter om Tyskland och tyskarna (1860), om franska revolutionens historia (samma år) och om Frankrikes förfall (1872).

## Svenskaöversättningar
- "Ryssland under kejsar Nicolaus den förste" (La Russie sous Nicolas Ier, översättning Carl Wilhelm Nylander, Stockholm, 1846)
- "Ryska typer och karakterer" (Types et caractéres russes, översättning Adolf Regnér, Hjerta, 1849)